# كلبسيلة أليفة النبات
كلبسيلة أليفة النبات (الاسم العلمي:Raoutella planticola) هي نوع من البكتيريا تتبع جنس الكلبسيلة من فصيلة الأمعائيات.